# Flo-Master
Flo-Master je bila blagovna znamka črnil in markerjev v drugi polovici 20. stoletja,  znana predvsem po barvni motnosti črnil. 
Markerji so bili zasnovani za označevanje na steklu in so postali priljubljeno orožje med newyorškimi pisci Originalne šole pisanja v New Yorku v 70ih in zgodnjih 80ih letih dvajsetega stoletja.

## Zgodovina
Cushman & Denison je leta 1951 prvič predstavil Flo-Master "flomasterje za ponovno polnjenje"  , ki so bili namenjeni lastnikom trgovin in oglaševalcem z omejenim uspehom. Leta 1953 je Esterbrook America prevzel podjetje v ZDA , Esterbrook Pens in Cushman & Denison pa sta se združila leta 1960 v Združenem kraljestvu. Da bi se zoperstavil strmemu padcu svojega poslovanja po drugi svetovni vojni , je Esterbrook delal na razvoju novih in inovativnih izdelkov in v letih 1960 do 1967 je bil opazen stalen napredek.
Pod blagovno znamko Gem je podjetje lansiralo svojo zelo uspešno linijo izdelkov Mark I, ki vključuje "Valve Marker" in "Permanent Pen". Črnila blagovne znamke Flo-Master so bila uporabljena v mnogih od teh izdelkov in so se prodajala tudi ločeno za ponovno polnjenje, tržena v priročnih pločevinkah, opremljenih s plastičnimi šobami z iglo . Leta 1967 je podjetje Venus Pencil Company odkupilo podjetje Esterbrook Pen Company , kar je povzročilo ustanovitev podjetja Venus Esterbrook .

## Vpliv
V ruskem jeziku je flomaster ( flomaster ) postalo splošno ime za vsako pisalo (ne glede na dejansko znamko). Enako velja za mnoge druge slovanske jezike , npr. za ukrajinščino , poljščino , bosanščino , bolgarščino , hrvaščino , srbščino ali slovenščino ter baltske jezike ( litovščino in latvijščino ), pa tudi za egipčansko narečje arabščine.
Ko je na začetku sedemdesetih let dvajsetega stoletja na podzemnih železnicah v New Yorku prišlo do uličnega pisanja, so bila neprosojna črnila Flo-Master naravna izbira za umetnike grafitov, saj so se trajno oprijela skoraj vseh površin. Poleg tega črnilo ni bilo le neprozorno na steklu, ampak je prekrilo tudi že obstoječo pisavo.
Te edinstvene lastnosti so piscem podzemne železnice omogočile, da so "izigrali" tekmece in izbrisali stare "oznake" z novimi. Črnila Flo-Master niso bila samo barvita in obstojna ; poleg tega je zasnova njihovih pločevink omogočala prenosljivost, hitro ponovno polnjenje in umetelno "nakazovanje" in "obrobljanje" markerjev "Uni-Wide" in "Mini-Wide" - zasnovanih za pisanje v slogu "traku" na steklo - ki so bili izjemno priljubljen tudi pri zgodnjih piscih grafitov.

## Ukinitev
Zaradi visoke vsebnosti svinca – sestavine, ki je črnilom Flo-Master dala značilne lastnosti – je bila proizvodnja z uredbo prekinjena . Nekoč svetla in obstojna črnila Flo-Master so zbledela iz zgodovine in prispevala h koncu zlate dobe ameriških grafitov do sredine 1980-ih.